# Oldfieldia
Oldfieldia is een geslacht uit de familie Picrodendraceae. De soorten uit het geslacht komen voor in tropisch Afrika.

## Soorten
- Oldfieldia africana Benth. & Hook.f.
- Oldfieldia dactylophylla (Welw. ex Oliv.) J.Léonard
- Oldfieldia macrocarpa J.Léonard
- Oldfieldia somalensis (Chiov.) Milne-Redh.